# Отряд Коста-дель-Соль
«Отряд Коста-дель-Соль» (исп. Brigada Costa del Sol) — испанский телесериал, созданный компаниями Mediaset España и Warner Bros. International Television Production при участии Netflix.

## Сюжет
1977 год. Место действия — Коста-дель-Соль, южный регион Испании. В городе Торремолинос сформирован специальный полицейский отряд, которые, несмотря на ограниченные возможности, начинают жестокую борьбу с наркоторговцами.
Сюжет основан на реальных событиях.

## В ролях

### Главные герои
- Уго Сильва — Бруно Лопес
- Альваро Сервантес — Лео Вилья
- Мики Эспарбе — Мартин Пулидо
- Хесус Кастро — Террон
- Сара Саламо — Иоланда
- Ана Фернандес — Алисия Местре

### Второстепенные и гостевые персонажи
- Хорхе Сукет — Кристобаль Пенья (1, 3, с 6 по 8 эпизоды)
- Пепон Ньето — Эмилио Тортахада (6 эпизод)
- Унакс Угальде — Эди (с 9 по 13 эпизод)

## Производство
28 мая 2018 Mediaset España и Netflix объявили о начале работы над первым совместным проектом и опубликовали список актёров будущего сериала. Съёмки стартовали 7 июня того же года в провинции Малага и продлились до начала феврала 2019.
Международная премьера сериала состоялась 25 октября 2019 на Netflix.

## Эпизоды
| Сезон | Сезон | Кол-во серий | Премьерный показ | Финальный показ | Аудитория | Аудитория | Аудитория |
| Сезон | Сезон | Кол-во серий | Премьерный показ | Финальный показ | Зрителей  | Процент   |           |
| ----- | ----- | ------------ | ---------------- | --------------- | --------- | --------- | --------- |
|       | 1     | 13           | 6 мая 2019       | 22 июля 2019    | 1,286,000 | 9.6%      |           |